# پوهورلیتسه (ناحیه برنو-تسوونتری)
پوهورلیتسه (به چکی: Pohořelice) یک منطقهٔ مسکونی و شهرستان دارای شهرک سابقاً روستا در جمهوری چک است که در ناحیه برنو-تسوونتری واقع شده‌است. پوهورلیتسه ۴٬۶۴۰ نفر جمعیت دارد.